# دنل داینامیکس سیکر
دنل داینامیکس سیکر (انگلیسی: Denel Dynamics Seeker) (سیکر به‌معنی جستجوگر) یک پهپاد محصول دنل داینامیکس در آفریقای جنوبی است. این پهپاد برای عملیات شناسایی در شب یا روز استفاده می‌شود.

## تاریخچه
پهپاد سیکر، اولین بار در نیروی هوایی آفریقای جنوبی خدمت کرد و در اسکادران دهم در پایگاه هوایی پوتچفستروم دیده شد. سیکر اولین بار در عملیات‌های مدولار، هوپر و پکر در آنگولا در سال‌های ۱۹۸۷ و ۱۹۸۸ استفاده شد و به منظور عملیات شناسایی و اطلاعات قبل از تحویل سلاح‌های توپخانه‌ای برای نیروهای آفریقای جنوبی در طول آخرین نبرد جنگ مرزی جنوب آفریقا به‌کار رفت. این پهپادها همچنین چندین عملیات نظارتی را برای جمع‌آوری اطلاعات از مکان‌های دشمن، تحرکات، قدرت نیروی آن‌ها و به‌ویژه موقعیت سامانه‌های موشکی زمین‎به‎هوای ثابت و متحرک انجام دادند. این داده‌ها توسط جامعه اطلاعاتی نیروی هوایی تحلیل و برای برنامه‌ریزی حملات هوایی، مسیرهای رهگیری و  جلسات توجیهی ماموریت برای دور نگهداشتن هواپیماهای دوست از خطر استفاده شد.
نیروهای آنگولا (FAPLA) و متحدان کوبایی آنها در تلاش برای سرنگون کردن این پهپادهای کوچک، موشک‌های سطح‌به‌هوای گران‌قیمت ۹K۳۳ اوسای خود را شلیک کردند. درنتیجه به‌طور غیرمستقیم منابع موشکی دشمن کم شد و خطر عملیات هوایی توسط سایر هواپیماهای جنگی کاهش یافت. در یک نمونه گزارش شده، حدود ۱۷ موشک سطح‌به‌هوا به‌سوی یک پهپاد شلیک شد و در نهایت آن را ساقط کرد. در مدت نبرد تنها سه پهپاد ازبین‌رفت.
این اسکادران کوتاه‌مدت در نوامبر ۱۹۹۰ پس از توقف درگیری‌ها عملیات پهپادی را متوقف کرد و در ۳۱ مارس ۱۹۹۱ منحل شد و پهپاد سیکر از خدمت نیروی هوایی آفریقای جنوبی خارج شد. پس از آن کنترون(در سال ۱۹۹۱ به دنل داینامیکس تغییر نام داد)، سامانه سیکر را برای کنترل عملیاتی و استقرار به نمایندگی از نیروی دفاعی آفریقای جنوبی و بعدا نیروی دفاع ملی آفریقای جنوبی (پس از ۱۹۹۴) به کار گرفت. دو نسخه سیکر-پی برای آموزش و سیکر-دی برای عملیات استفاده شد.
در طول پنج سال بعد، پهپاد به‌کمک دنل داینامیکس در خدمت باقی ماند و از ارتش آفریقای جنوبی در تامین امنیت داخلی مانند نظارت بر اولین انتخابات کاملاً دموکراتیک کشور در سال ۱۹۹۴ پشتیبانی کرد. این هواپیما همچنین عمدتاً برای پشتیبانی از پلیس آفریقای جنوبی (SAPS) و همچنین وزارت محیط‌زیست و گردشگری (به ویژه شعبه دریایی و ساحلی) استفاده شد.